# Île de Gorriti
L'île de Gorriti est une petite île faisant face à la station balnéaire de Punta del Este en Uruguay. Elle se situe dans la baie de Maldonado, précisément face à la  Playa Mansa, une des deux grandes plages emblématiques de la station touristique.
Cette minuscule île, tout comme l'île voisine de Lobos, constituent le prolongement insulaire de la Cuchilla Grande.

## Liens connexes
- Géographie de l'Uruguay
- Baie de Maldonado
- Punta del Este
- Playa Mansa
- Île de Lobos

### Webographie
- (fr) Présentation touristique de Punta del Este en français.